# Prieuré Notre-Dame de Paray-le-Monial
Le prieuré Notre-Dame de Paray-le-Monial est un prieuré situé à Paray-le-Monial, dans le département de Saône-et-Loire, en France.

## Présentation
Cet édifice date du XVIe siècle et fait l’objet d’un classement au titre des monuments historiques le 9 octobre 1959.    